# Ilhas Cook nos Jogos Olímpicos de Verão de 2020
As Ilhas Cook deverão competir nos Jogos Olímpicos de Verão de 2020 em Tóquio. Originalmente programados para ocorrerem de 24 de julho a 9 de agosto de 2020, os Jogos foram adiados para 23 de julho a 8 de agosto de 2021, por causa da pandemia COVID-19. Será a nona participação seguida da nação nos Jogos.

## Competidores
Abaixo está a lista do número de competidores nos Jogos.
| Esporte   | Masculino | Feminino | Total |
| --------- | --------- | -------- | ----- |
| Atletismo | 1         | 0        | 1     |
| Canoagem  | 2         | 2        | 4     |
| Total     | 3         | 2        | 5     |

## Atletismo
As Ilhas Cook receberam uma vaga de Universalidade da IAAF para enviar um atleta aos Jogos.
- Nota– As posições para os eventos de pista são em relação à bateria do atleta
- Q = Qualificado para a próxima fase
- q = Qualificado para a próxima fase como o perdedor mais rápido ou, em eventos de campo, pela posição sem atingir o alvo para qualificação
- NR = Recorde nacional
- N/A = Fase não aplicável para o evento
- Bye = Atleta não precisou disputar aquela fase

Eventos de pista e estrada
| Atleta       | Evento          | Eliminatória | Eliminatória | Semifinal | Semifinal | Final     | Final   |
| Atleta       | Evento          | Resultado    | Posição      | Resultado | Posição   | Resultado | Posição |
| ------------ | --------------- | ------------ | ------------ | --------- | --------- | --------- | ------- |
| Alex Beddoes | 800 m masculino |              |              |           |           |           |         |

## Canoagem

### Slalom
As Ilhas Cook inscreveram dois canoístas nas classes K-1 masculino e feminino, respectivamente, ao receber uma das três vagas não utilizadas, como a próxima nações melhor ranqueada disponível para qualificação, no Campeonato Mundial de Canoagem Slalom de 2019 em La Seu d'Urgell, Espanha.
| Atleta | Evento               | Preliminar | Preliminar | Preliminar | Preliminar | Preliminar     | Preliminar | Semifinal | Semifinal | Final | Final   |
| Atleta | Evento               | Descida 1  | Posição    | Descida 2  | Posição    | Melhor descida | Posição    | Tempo     | Posição   | Tempo | Posição |
| ------ | -------------------- | ---------- | ---------- | ---------- | ---------- | -------------- | ---------- | --------- | --------- | ----- | ------- |
|        | Slalom K-1 masculino |            |            |            |            |                |            |           |           |       |         |
|        | Slalom K-1 feminino  |            |            |            |            |                |            |           |           |       |         |

### Velocidade
Canoístas das Ilhas Cook qualificaram dois barcos em cada uma das seguintes distâncias através do Campeonato da Oceania de 2020 em Penrith.
| Atleta | Evento               | Eliminatórias | Eliminatórias | Quartas-de-final | Quartas-de-final | Semifinais | Semifinais | Final | Final   |
| Atleta | Evento               | Tempo         | Posição       | Tempo            | Posição          | Tempo      | Posição    | Tempo | Posição |
| ------ | -------------------- | ------------- | ------------- | ---------------- | ---------------- | ---------- | ---------- | ----- | ------- |
|        | K-1 1000 m masculino |               |               |                  |                  |            |            |       |         |
|        | K-1 200 m feminino   |               |               |                  |                  |            |            |       |         |

Legenda de Qualificação: FA = Qualificado à Final A (medalha); FB = Qualificado à final B (sem medalha)